# Kuzari

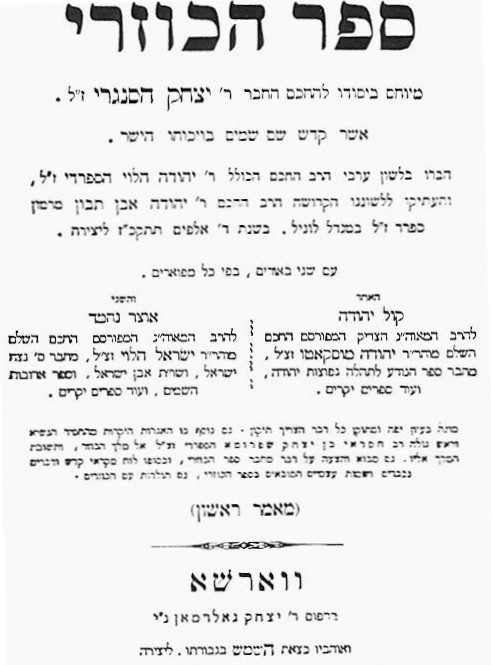
Copertina dell'edizione in ebraico del Kuzari (Varsavia, 1880)

Il Kuzari (in ebraico הכוזרי‎?, Sēfer Ha-Kūzārī, «Libro del Cazaro»; in arabo كتاب الخزري‎?, al-Khazārī, «Il Cazaro») è uno dei testi più celebri del poeta e rabbino andaluso Yehuda Ha-Levi, uno dei maggiori pensatori della filosofia ebraica medievale, completato verso il 1140.
Ispirato all'opera Tahāfut al-Falāsifaʰ di al-Ghazālī, massimo esponente del pensiero islamico nei Paesi arabi dell'Asia occidentale durante il Medioevo, di cui segue lo stesso proposito e ne riprende le strutture, il Kuzari è un trattato apologetico in cui l'obbiettivo dell'autore è difendere la fede ebraica dall'indagine scettica del razionalismo filosofico; nel libro viene narrato un dialogo immaginario tra il re dei Cazari e un rabbino ebreo, che cerca di convincere il monarca della rivelazione divina dell'ebraismo contro gli attacchi di filosofi, musulmani, cristiani ed eterodossi.

## Contesto
Il suo titolo è una frase in arabo che significa "Libro dei Cazari", mentre il sottotitolo "Il libro di smentita e di prova in nome della religione disprezzata" ne dimostra il proposito e contesto nell'ambito dell'apologetica e polemica ebraica del Medioevo.

## Struttura ed origine
L'opera è suddivisa in cinque saggi (ma'amarim, «articoli») e assume la forma di dialogo tra il re dei Cazari, probabilmente pagano, ed un ebreo che era stato invitato a corte per istruirlo sui fondamenti dell'ebraismo. Scritto in lingua araba, il libro fu tradotto da numerosi studiosi (incluso Judah ben Saul ibn Tibbon, padre di Samuel che fu anche traduttore di Maimonide) in ebraico e altre lingue. Sebbene l'opera non sia considerata un resoconto storico della conversione dei Cazari all'ebraismo, studiosi come Douglas Morton Dunlop hanno ipotizzato che Yehuda possa aver avuto accesso ai documenti cazari sui quali poi basò la sua storia. Il suo contemporaneo Abraham ibn Daud narrò di aver incontrato studenti rabbinici cazari a Toledo (Spagna) a metà XII secolo.